# Treffurt
Treffurt település Németországban, azon belül Türingiában. Lakosainak száma 5744 fő (2023. december 31.). Treffurt Wanfried és Eschwege községekkel határos.

## Népesség
A település népességének változása:
| Lakosok száma | 5080 | 5058 | 6084 | 5874 | 5834 | 5744 |
|               | 2016 | 2017 | 2019 | 2021 | 2022 | 2023 |